# Rubens Donizete
Rubens Donizete (Monte Santo de Minas, 1979. augusztus 14. –) brazil kerékpárversenyző. A 2008. évi nyári olimpiai játékokon férfi terep-kerékpározásban a 21. helyen végzett, a győztes francia Julien Absalon mögött 9 perc 20 másodperccel elmaradva. A 2012. évi nyári olimpiai játékokon szintén a férfi terepversenyen a 24. helyen végzett.